# سرخیو البیول
سرخیو البیول (انگلیسی: Sergio Albiol؛ زادهٔ ۱۱ مارس ۱۹۸۷) بازیکن فوتبال اهل اسپانیا است.